# Revue scientifique
Cet article concerne les revues scientifiques utilisées par les chercheurs. Pour les revues de vulgarisation scientifique, voir Vulgarisation. Pour l'ancienne revue scientifique, voir La Revue scientifique.

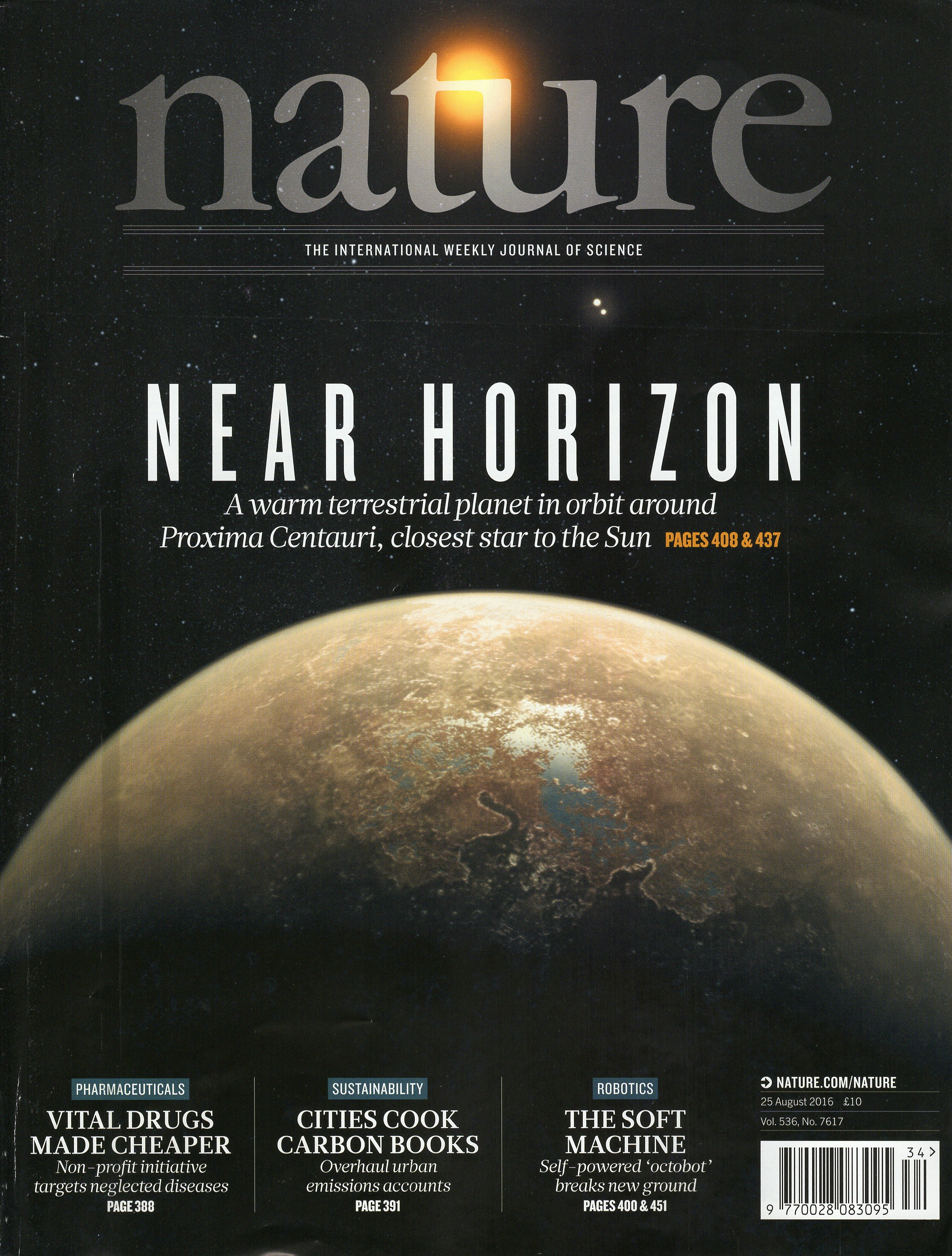
Couverture d'un numéro de Nature, une des revues scientifiques les plus connues (2016).

Une revue scientifique est un titre de presse à publication périodique édité sous la forme d'une revue. Il s'agit de l'un des types de communications choisis par les chercheurs scientifiques pour faire connaître leurs travaux en direction d'un public de spécialistes, et ayant subi une forme d'examen de la rigueur de la méthode scientifique employée pour ces travaux, comme l'examen par un comité de lecture indépendant.
Elle se distingue par son format périodique des autres publications scientifiques, livres, thèses ou littérature grise.
Elle a pour fonction de faire connaître des travaux de recherche originaux ou de fond, et de contribuer ainsi au débat scientifique entre spécialistes ; elle se distingue ainsi des revues destinées à la vulgarisation.
Les revues scientifiques, dans leur grande majorité, sont spécialisées dans un aspect particulier d'un domaine : sciences, technologie, médecine (STM), sciences humaines et sociales (SHS). Les articles publiés sont examinés auparavant par un comité de lecture composé de chercheurs-pairs de la même spécialité.

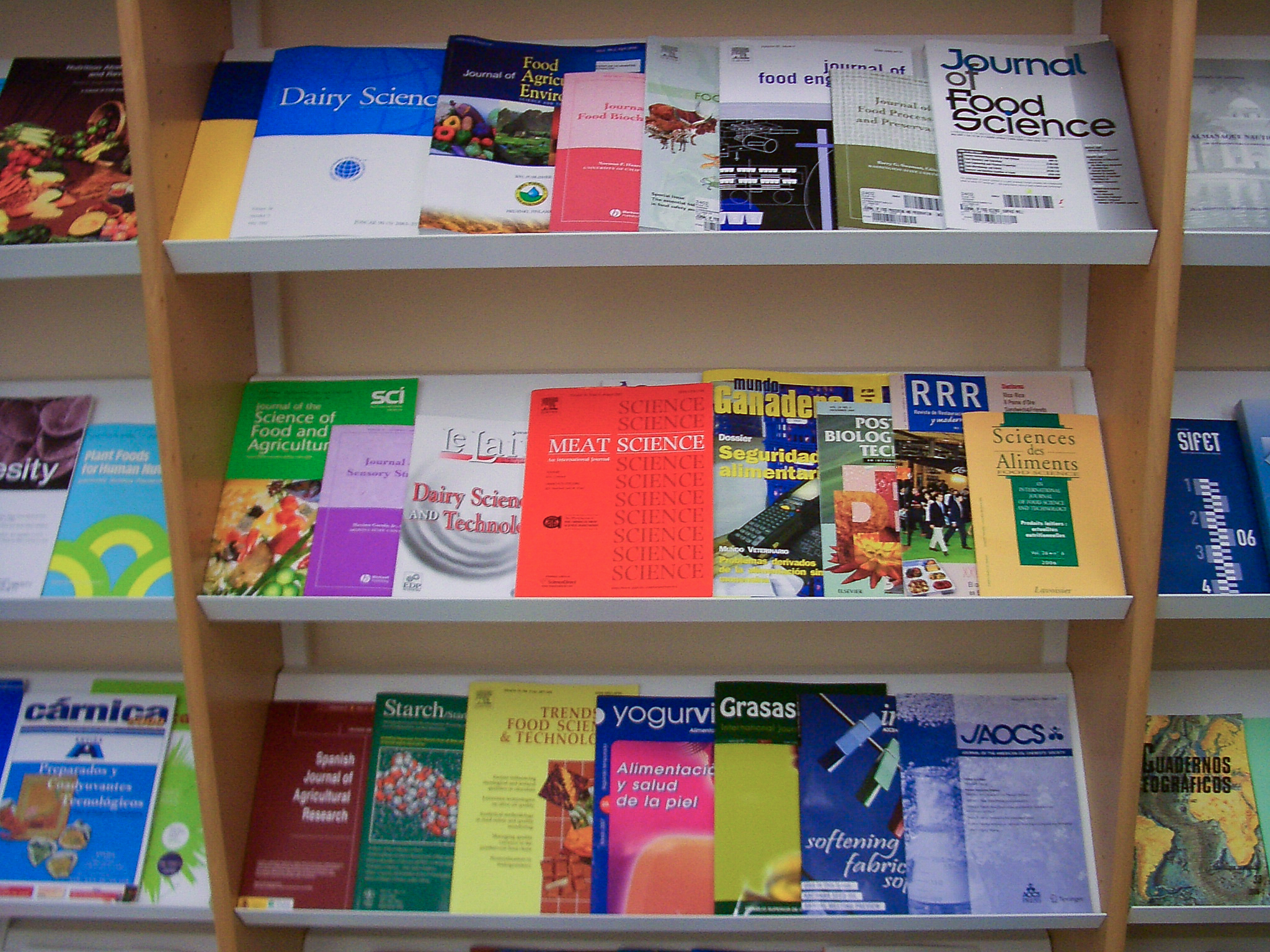
Collection de revues scientifiques à la bibliothèque de l'université du Pays basque.

La publication d'un travail de recherche dans une revue scientifique permet de le confronter à la communauté scientifique et d'archiver les résultats pour référence ultérieure. Dans le cadre de l'évaluation des performances de recherche, certains comptabilisent le nombre de publications, l'impact des revues scientifiques dans lesquelles elles sont publiées (c'est-à-dire les lectorats potentiels des articles) et le nombre de publications ultérieures citant chacune d'elles. Cette technique d'évaluation, parfois décriée pour ses biais, est appelée bibliométrie.
Ces revues peuvent être l'émanation de sociétés savantes ou d'académies des sciences, par exemple, mais peuvent aussi avoir été fondées indépendamment. Des éditeurs de presse se spécialisent dans leur édition, impression et distribution. Il s'agit alors d'édition scientifique.

## Histoire

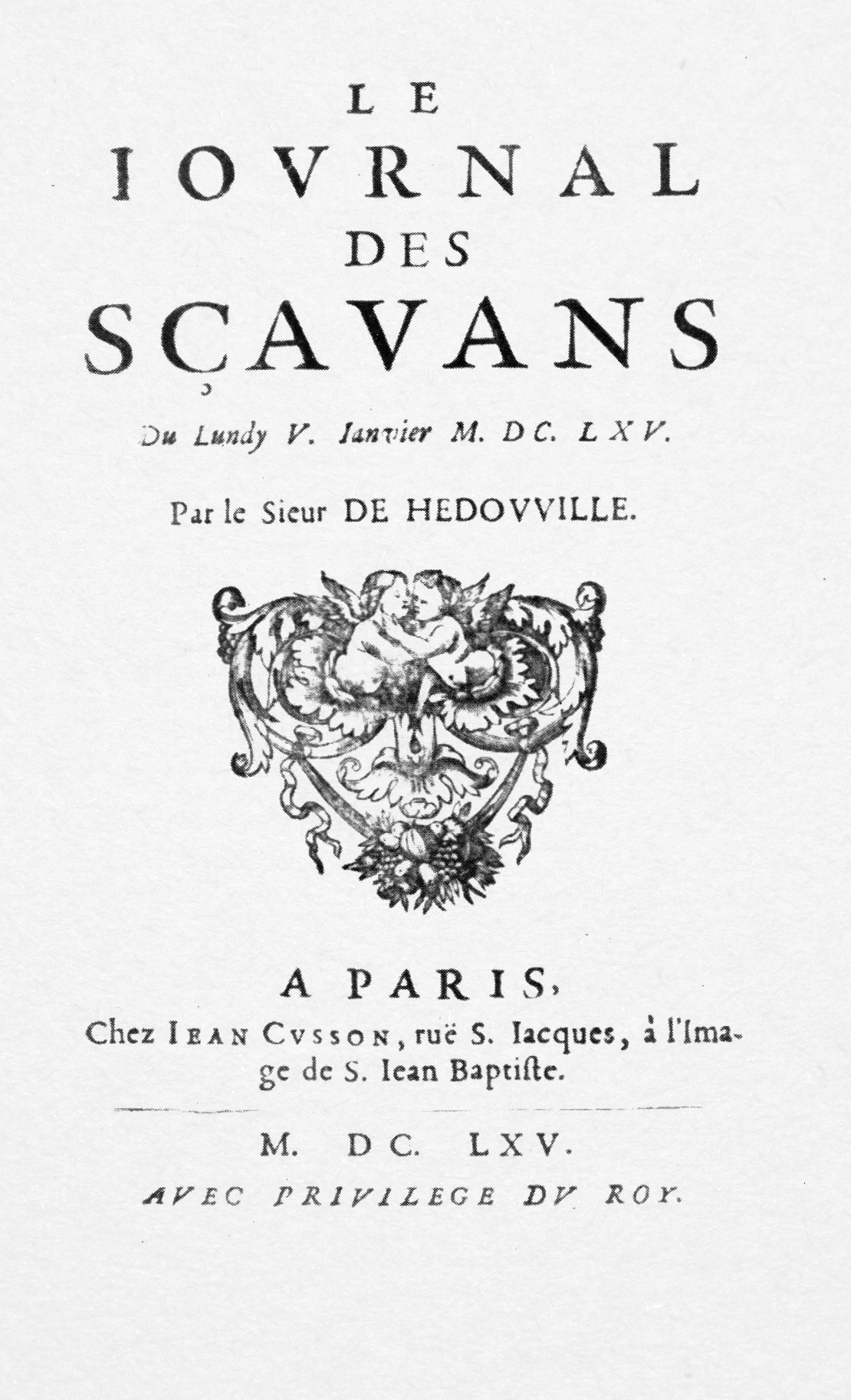
Premier numéro du Journal des sçavans (1665).

Les premières revues scientifiques paraissent concomitamment à Paris (Journal des sçavans) et à Londres (Philosophical Transactions of the Royal Society) en 1665 et servirent de modèle aux futures revues.
Ces revues ont été précédées par les tentatives de vulgarisation de la science dans différentes académies savantes, en Italie d'abord, puis en France et en Angleterre. Théophraste Renaudot a été le premier en France, avec les Conférences du Bureau d'Adresse, qui se réunissent entre 1632 et 1642, et qui publie le Recueil Général des Questions traittées es Conférences du Bureau d'Adresse sur toutes sortes de Matières publié en 5 tomes entre 1634 et 1641 pour échanger entre savants sur les avancées de la recherche scientifique. Des échanges ayant eu lieu à l'Académie Bourdelot ont été tirés par François Le Gallois deux livres, Conversations de l'Académie de Monsieur l'abbé Bourdelot, parus en 1672 et 1674. L'Académie royale des sciences va publier chaque année, à partir de 1699, Histoire de l'Académie royale des sciences avec les mémoires de mathématique & de physique tirez des registres de cette Académie.
En 1708, Gisbert Cuper a écrit à l'abbé Bignon constatant la multiplication des périodiques : « On pourrait appeler ce siècle, le siècle des journaux ». Depuis la création du Journal des sçavans en 1665, les périodiques s'étaient rapidement propagés dans la République des Lettres et diversifiés avant de se spécialiser. L'étude de la presse en langue française, en 1734, montre la masse d'informations dont le savant contemporain pouvait disposer.
Le nombre des revues scientifiques a fortement progressé au cours des XIXe et XXe siècles. Une des explications est la multiplication des domaines de compétence et de spécialisation, ainsi que la pression exercée dans le milieu académique de publier les résultats de travaux (dilemme du « publier ou périr ») ; ainsi, le nombre de revues scientifiques est passé de 100 en 1800, à 1 000 en 1850, 10 000 en 1900, et 100 000 en 1990,. Avec les disparitions et les créations de revues, ce nombre est resté depuis globalement constant.

## Contenu et auteurs
Un exemplaire d'une revue scientifique se présente généralement comme une collection d'articles scientifiques ayant chacun un ou plusieurs auteurs différents. Un éditorial et des rubriques consacrées aux réactions des lecteurs peuvent aussi être présentes, et de la publicité commerciale peut contribuer au financement de la revue. Le contenu peut être mis en ligne sur l'Internet et alors enrichi de liens hypertextes et accompagné de propositions de lectures recommandées sur des sujets complémentaires ou similaires.
Il n'y a pas en général de ligne éditoriale pour un exemplaire donné, les articles étant simplement publiés quand ils sont prêts.

### Sujets
Les sujets n'ont en général pas de rapport entre eux, excepté qu'ils appartiennent tous au domaine scientifique traité par la revue, ou dans le cas d'un numéro spécial thématique, par exemple associés à un évènement ou à la tenue d'un congrès scientifique. Les articles décrivent dans leur majorité des travaux de recherche originale entrepris par leurs auteurs. D'autres peuvent être des revues (reviews en anglais) décrivant l'état de l'art sur un problème donné. Enfin, on peut trouver des comptes-rendus de congrès ou de lecture de monographies.

### Auteurs
Les articles concernant de grands projets internationaux portés par de vastes consortiums de laboratoires peuvent réunir de très nombreux auteurs. Depuis quelques années, et grâce à divers outils de travail collaboratif, plusieurs articles ont pu réunir plus de 1 000 auteurs ; en 2015, un article scientifique de physique a battu le record du nombre d'auteurs avec 5 154 auteurs (exceptionnellement la liste intégrale des auteurs ne figure que dans l'article en ligne, et non dans l'article imprimé). En biologie, les articles multi-auteurs, réunissant plus de dix auteurs sont avec le temps devenus de plus en plus nombreux et fréquents, du fait de la somme de travail des expérimentations, et aussi de la nature très hiérarchisée des groupes de recherche, et du fait de la nécessité d'une grande coordination et du coût élevé de la recherche dans de nombreux domaines.

## Comité éditorial et comité de lecture
Le comité éditorial est constitué par des personnes de la discipline concernée — chercheurs, personnalités emblématiques du champ, etc. — auxquels les instigateurs de la revue (institutions, laboratoires universitaires, etc.) font appel comme garants scientifiques de la ligne éditoriale de la revue. Le comité de lecture est constitué pour apprécier la valeur scientifique des articles proposés à la publication. Les revues font généralement appel à deux experts du comité de lecture, selon la procédure du « double aveugle » qui assure l'anonymat de l'expertise. Les listes du comité éditorial et du comité de lecture sont généralement publiées sur la deuxième page de couverture de la publication, en ce qui concerne les revues imprimées.

## Modèles économiques
Le marché des revues scientifiques n’est pas similaire au marché traditionnel de l’édition. Ni les auteurs, ni généralement les membres des comités d’édition ou de relecture, ne sont rémunérés par les revues pour la publication d'un article. Leur rémunération provient de leur salaire de chercheur, le temps de rédaction ou lecture étant compté dans leur travail quotidien.
L’édition et diffusion des revues se basent sur deux modèles économiques différents :
- Le modèle traditionnel et majoritaire de l’abonné-payeur, dans lequel c’est le lecteur qui « paye pour voir » (pay per view), par l'intermédiaire principalement d'abonnements, payés par les bibliothèques aux éditeurs des revues ;
- L’autre modèle, récent et en expansion, de l’auteur-payeur, l’édition des revues étant généralement financée par les organismes de recherche et les pouvoirs publics.

Le dernier modèle, auteur-payeur, est principalement associé aux revues en libre accès, et à la notion d’intérêt général de la diffusion des connaissances. Il a été adopté initialement par les revues de médecine et biologie (PubMed Central, BioMed Central). Ce modèle se rattache également à l’idée de libre accès (adoptée par des physiciens début 1990).
Des modèles économiques alternatifs sont également expérimentés par certaines revues. Par exemple, la possibilité offerte à l'auteur de choisir de payer ou non pour le libre accès de son article aux lecteurs. Ou bien des frais de soumission de tout manuscrit (qu'il soit finalement publié ou non), ou des taxes de publication (Public Library of Science).
Selon une étude de Wellcome Trust en 2004, les coûts du premier exemplaire d’une revue en STM se situait entre 250 et 2 000 dollars et étaient généralement proportionnels à la renommée de la revue (sélectivité, charge du comité de relecture). À ces coûts s’ajoutent des frais annexes, notamment ceux de la gestion des abonnements pour les revues abonné-payeur. Selon les éditeurs, le passage de la publication sur papier à la publication en ligne (internet) réduit très peu ces coûts.

## Critiques et dérives

### Déclarations d'intérêts
Les déclarations d'intérêts des auteurs d'articles scientifiques ont pour but de signaler les liens d'intérêts. Par exemple, un scientifique payé par une entreprise ou un lobby pour réaliser un travail ou écrire un article de revue. Selon la journaliste Stéphane Horel, les déclarations d'intérêts absentes ou incomplètes sont le principal problème de transparence des revues scientifiques, alors même que la publication d'études biaisées est une méthode de lobbying établie de longue date. Une étude de 2016 estime qu'environ la moitié des articles scientifiques en biologie médicale ne contiennent pas de déclaration d'intérêts.

### Paradoxe des abonnements
Les éditeurs scientifiques possèdent un monopole intellectuel sur les articles publiés dans leurs journaux. Ainsi, un auteur n'est pas autorisé à diffuser ses résultats de recherche si ces derniers sont publiés dans un journal (hors publications open access). Afin de garantir l'accès des chercheurs à la majeure partie des journaux scientifiques, les universités, bibliothèques et centres de recherche doivent souscrire à des abonnements aux principales revues pour des sommes allant de plusieurs millions à plusieurs dizaines de millions d'euros par an. Ces tarifs souvent prohibitifs pour les universités de petites tailles ou celles de pays en voie de développement les contraignent de plus en plus à suspendre, annuler ou restreindre leurs abonnements, privant leurs chercheurs de l'accès aux travaux précédemment publiés. Ce phénomène est largement critiqué par la communauté scientifique car il repose sur un paradoxe économique : la recherche, largement financée par de l'argent public, permet à des chercheurs (généralement payés par de l'argent public) de publier (moyennant paiement de frais de publication) dans des revues scientifiques qui feront ensuite payer l'accès à cette recherche aux universités (elles aussi financées par de l'argent public) au travers des abonnements. Ce système paradoxal permet aux grands groupes d’édition (dont les principaux sont Elsevier, Springer et Wiley-Blackwell) de réaliser des profits records et en augmentation chaque année.
Les chercheurs ne pouvant se passer de l'accès aux articles de leurs pairs, des alternatives illégales ont vu le jour afin de garantir le lien entre la recherche publiée et la recherche active à travers des plateformes pirates comme Sci-Hub ou Library Genesis.

### Revues prédatrices
Le développement récent de revues prédatrices dont l'objectif est de réaliser des profits sur le dos des chercheurs qui doivent payer les frais de publication exploite le modèle actuel « auteur-payeur ». Les revues prédatrices sont des revues pseudo-scientifiques en open access non revue par les pairs mais qui adoptent les codes sémantiques et structurels des revues scientifiques et piègent ainsi les chercheurs qui pensent avoir affaire à une maison d'édition légitime. Les doctorants ayant en général peu l'habitude du système de publications et étant obligés dans de nombreux pays (comme la France, la Chine ou les États-Unis) de publier un ou plusieurs articles en tant que premier auteur pour pouvoir valider leur thèse, sont particulièrement vulnérables à cette escroquerie.
De plus, ces revues n'ayant pas recours à la revue par les pairs mais présentant les articles d'une manière similaire aux autres articles scientifiques, elles peuvent également être utilisées pour donner du crédit à une étude biaisée ou falsifiée.

## Propriété intellectuelle
Les droits d'auteur des articles sont généralement transférés à la maison d'édition du journal. Ces éditeurs s'appuient également sur une législation du droit d'auteur instituée par chaque nation pour créer un monopole temporaire sur les œuvres publiées. L'auteur doit ainsi signer un contrat de transfert, et conserve certains droits de distribution de son travail (sur son site Internet par exemple[réf. nécessaire]), avec cependant des conditions plus restrictives pour la version mise en forme par l'éditeur. Il est cependant parfois nécessaire pour un auteur de demander l'autorisation d'inclure dans un ouvrage ultérieur un schéma ou une photographie publiée dans une revue, ce qui peut être jugé choquant.
La maison d'édition n'a cependant pas de droits de propriété intellectuelle sur le contenu lui-même de l'article. Par exemple, un travail ainsi publié peut, le cas échéant, donner lieu à un brevet par les auteurs ou leur institution.
Les idées et concepts apparaissant dans l'article peuvent être republiés et développés ailleurs, cependant, les autres auteurs ont une obligation morale (que font valoir les comités de lecture) de citer les travaux qui, les premiers, les développèrent.

## Exemples

### Éditeurs
Le monde de l'édition connaît un triple mouvement de concentration. Le premier, structurel et capitalistique, voit quatre grands groupes d'éditeurs anglo-saxons (RELX Group, Springer, Taylor & Francis et Wiley-Blackwell) s'ériger en véritables monopoles de l'édition scientifique et technique. Le second est d'ordre linguistique, avec une accentuation de l'hégémonie de l'anglais comme langue de publication. Le troisième concerne les revues qui « comptent ». Au niveau mondial, la littérature « cœur » (core list) ne compte guère plus de 4 000 titres, toutes disciplines confondues, sur les 100 000 revues recensées. Par ailleurs, d'autres périodiques scientifiques existent dans de nombreux pays développés et moins développés. De ces revues, on peut citer une dizaine de revues scientifiques mises en ligne par la plateforme Le Scientifique existant en Haïti telles que la Revue Internationale du Combitisme (RIC), la Revue Haïtienne des Sciences Sociales et Humaines (RHSSH), la Revue Haïtienne des Sciences Naturelles et de la Vie (RHSNV), la Revue Haïtienne de l’Agriculture (RHA), la Revue Haïtienne de Gestion de Projet (RHGP), la Revue Haïtienne d’Économie et de Gestion (RHEG), la Revue Haïtienne de Génie Civil (RHGC), la Revue Haïtienne des Sciences de la Santé (RHSS), la Revue Haïtienne d’Informatique et de Mathématiques (RHIM), la Revue Haïtienne des Sciences de l’Éducation (RHSE), etc. 
Cette concentration oligopolistique provoque une augmentation radicale des prix des revues, mettant en danger tout l'équilibre économique des bibliothèques, d'où l'émergence du mouvement pour l'accès libre aux publications scientifiques dans les années 1990. De nombreux initiatives nationales et internationales visent à remédier à cette situation, telle que le Plan S.

## Revue scientifique et démocratie

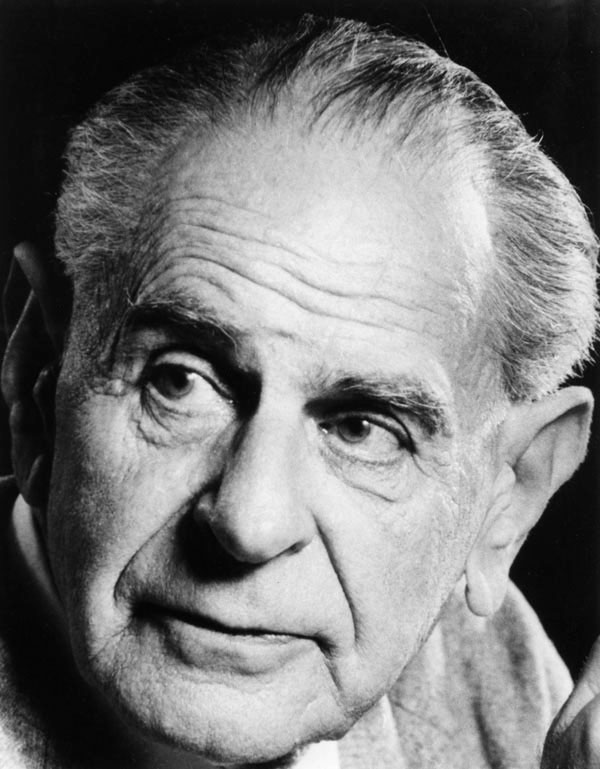
Karl Popper, auteur de La société ouverte et ses ennemies, défenseur d'un accès aux connaissances juste au sein d'une société.

La revue de littérature est un élément intéressant au sein d’une démocratie. En effet, dans un système politique où les citoyens sont au centre des prises de décisions, les connaissances scientifiques sont nécessaires à leurs évolutions. C’est à travers la crédibilité d’une source scientifique qu’une idée peut se concrétiser. Ainsi, les citoyens ont accès à un grand nombre d’articles ou de livres pouvant appuyer leurs idées et leurs convictions. Participer aux prises de décisions d’une société repose sur une réflexion d’analyse. Il s’agit ici de discerner le vrai du faux et d’avoir un regard éclairé sur les dirigeants en charge. Il s’agit aussi de prendre en compte le contexte dans lequel l’individu se trouve. Pour faire l’observation de certaines situations, des ressources variées et de qualités sont requises. Par conséquent, « C’est cela le but de la connaissance : nous fournir des vérités éternelles qui nous permettent, à nous et à nos descendants, de nous orienter sur la terre. ».
En 2020, un évènement s'est produit : face aux crises climatiques et de la biodiversité qui s'aggravent, mais aussi en raison de la gestion américaine de la COVID-19, pour la première fois dans la longue histoire des revues scientifiques majeures, certaines, toutes parmi les plus lues et considérées au monde, ont appelé, les unes après les autres, à voter contre un candidat aux élections américaine, Donald Trump. 

Mi-septembre un éditorial du Scientific American expliquait : « Le Scientific American n’a jamais soutenu un candidat à la présidentielle au cours de ses 175 ans d’histoire. Cette année, nous sommes obligés de le faire. Nous ne faisons pas cela à la légère. Les preuves et la science montrent que Donald Trump a gravement endommagé les États-Unis et leur peuple - parce qu’il rejette les preuves et la science ». L'éditorial exhorte à voter pour Joe Biden et ses plans pour la santé, l'économie et l’environnement (citant notamment sa promesse d'investir près de 2 000 milliards de dollars de fonds fédéraux sur 10 ans pour l'environnement et pour une neutralité carbone dès 2050…), pour un avenir « plus sûr, plus prospère et plus équitable »,. Puis début octobre, The Lancet Oncology dit soutenir Biden et son manifeste contre Trump « dangereusement incompétent », car il est le seul candidat à reconnaitre l’importance des soins de santé en tant que droit de la personne qui améliore la société, plutôt qu’une autre opportunité commerciale pour enrichir une petite minorité". 

Le 8 octobre 2020, c'est le New England Journal of Medicine qui appelait, tout en rappelant que « la vérité n’est ni libérale ni conservatrice » à voter contre Donald Trump (sans explicitement soutenir son concurrent Joe Biden) : « Nos dirigeants actuels ont sapé la confiance dans la science et dans le gouvernement, causant des dommages qui leur survivront certainement. Au lieu de se fier à l’expertise, l’administration s’est tournée vers des "leaders d’opinion" et des charlatans non informés qui obscurcissent la vérité et facilitent la promulgation de mensonges ». 

Le 14 octobre, à son tour la Nature appelait à voter contre Trump « devenu une icône pour ceux qui cherchent à semer la haine et la division », citant notamment le déni du changement climatique et la gestion de la COVID-19 (qui a tué plus de 190 000 Américains à la mi-septembre 2020) comme raison : « Aucun autre président dans l'histoire récente n'a essayé à ce point de politiser les agences gouvernementales et de les purger de l'expertise scientifique. Les actions de l'administration Trump accélèrent le changement climatique, rasent la nature, souillent l'air et tuent la vie sauvage, ainsi que des humains » ; les dommages faits par l'administration Trump à la recherche scientifique pourraient prendre des décennies pour être réparés[Passage problématique].